# Джон Вінтер
 Джон Вінтер (*20 серпня 1933, Копенгаген, Данія — 13 травня 2012, Лохальс, Данія) — данський піаніст.
Закінчив Королівську консерваторію Копенгагена.